# كريس بيت
كريس بيت (بالإنجليزية: Chris Pitt)‏ هو لاعب رماية أسترالي، ولد في 12 مايو 1965.

## روابط خارجية
- كريس بيت على موقع Paralympic.org (الإنجليزية)
- كريس بيت على موقع IPC.InfostradaSports.com (مؤرشف) (الإنجليزية)
- كريس بيت على موقع اللجنة البارالمبية الأسترالية (الإنجليزية)